# Битва при Пета
Битва при Пета (греч. μάχη του Πέτα) — сражение между греческими повстанцами и османскими войсками, произошедшее 4 (16) июля 1822 года в Эпире у села Пета во время Освободительной войны Греции 1821—1829 годов. Закончилось поражением греков.

## Предыстория

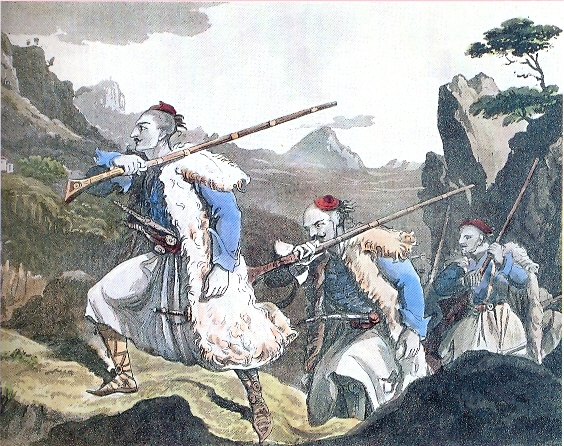
Воины-сулиоты, рисунок XIX века.

В годы османского владычества над греческими землями некоторые области и острова Греции сохранили свою автономию. 4 области только номинально признавали власть султана и с оружием в руках отстаивали свою автономию: это были области Мани (Пелопоннес), Сфакия (остров Крит), Химара (Северный Эпир, остался на территории сегодняшней Албании) и Сулион (Эпир).
В конце XVIII — начале XIX веков в Эпире утвердил свою власть Али-паша Тепеленский. Сулион, только номинально признававший власть султана, не признавал и власть Али-паши. Войны между сулиотами и Али-пашой велись на всём протяжении периода с 1792 по 1803 годы, часть греков при этом перебралась на Ионические острова. В дальнейшем Али-паша сам стал вынашивать сепаратистские планы и в июле 1820 года был объявлен султанским указом бунтарём. В августе 1820 года султанские войска осадили Али-пашу в городе Янина.
Сулиоты заключили союз со своим бывшим врагом, который признал за ними власть в Сулионе, возвратились в родные горы и начали партизанскую войну в тылу султанских войск. Греческая революция началась в феврале-марте 1821 года, но в Эпире султанские войска всё ещё были заняты осадой Али-паши. Взяв город Янина в январе 1822 года и покончив с Али-пашой, султанские войска высвободились как для похода в Южную Грецию, так и для войны с сулиотами.

## Подготовка экспедиции Маврокордато

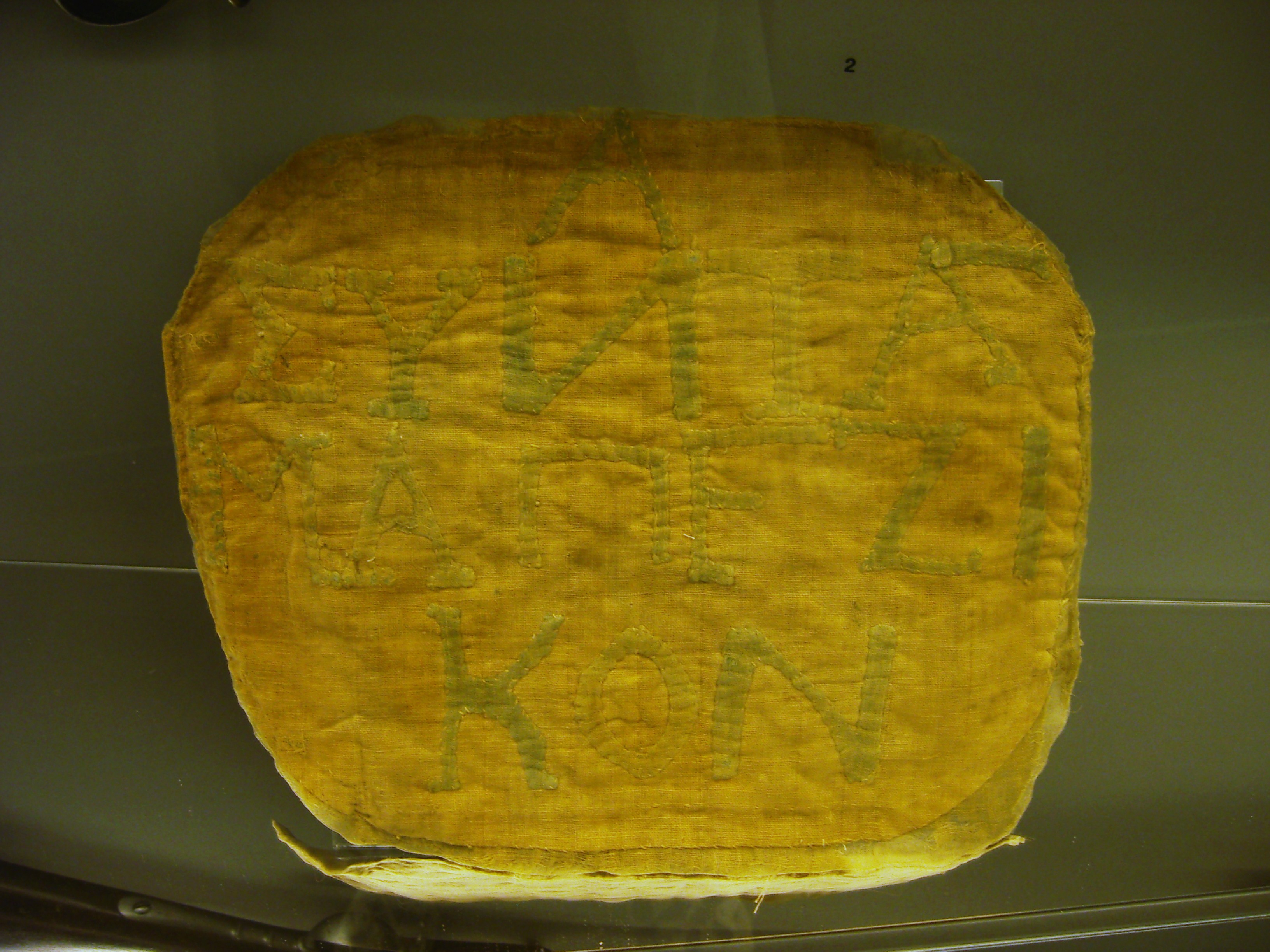
Фрагмент флага 1-го батальона регулярной армии Греции

Восставшая Греция решила послать экспедиционный корпус на помощь сулиотам. Возглавить экспедицию вызвался председатель временного правительства Александр Маврокордато. Как писал греческий историк Коккинос: «желание приобрести военную славу обуяло его с того дня, как началось противоборство с Ипсиланти, которого он хотел превзойти как военного, успев к этому времени нейтрализовать Ипсиланти как политика».
Прибыв в Месолонгион, Маврокордато выстроил свои войска (около 3 000 человек). Греческие повстанцы-крестьяне с удивлением и недоверием наблюдали за своим политиком, более известным политическими интригами, который верхом, в маршальском мундире и с маршальским жезлом объезжал войска. В строю выделялся первый, и единственный тогда, батальон регулярной армии (560 человек), созданный политическим противником Маврокордато, Дмитрием Ипсиланти и корсиканцем Иосифом Балестой. Батальоном командовал итальянский филэллин Тарелла, он состоял в основном из добровольцев греческой диаспоры, многие из которых имели опыт службы в регулярных армиях. В рядах батальона было и 93 иностранцев-филэллинов: 52 немца, 13 итальянцев, 12 поляков, 5 французов, 4 швейцарца, 3 датчанина, по одному бельгийцу, голландцу и венецианцу. Большинство из иностранцев в прошлом были офицерами, между которыми случались ссоры — например, француз Маниак вызвал на дуэль немца Хобе и убил его.

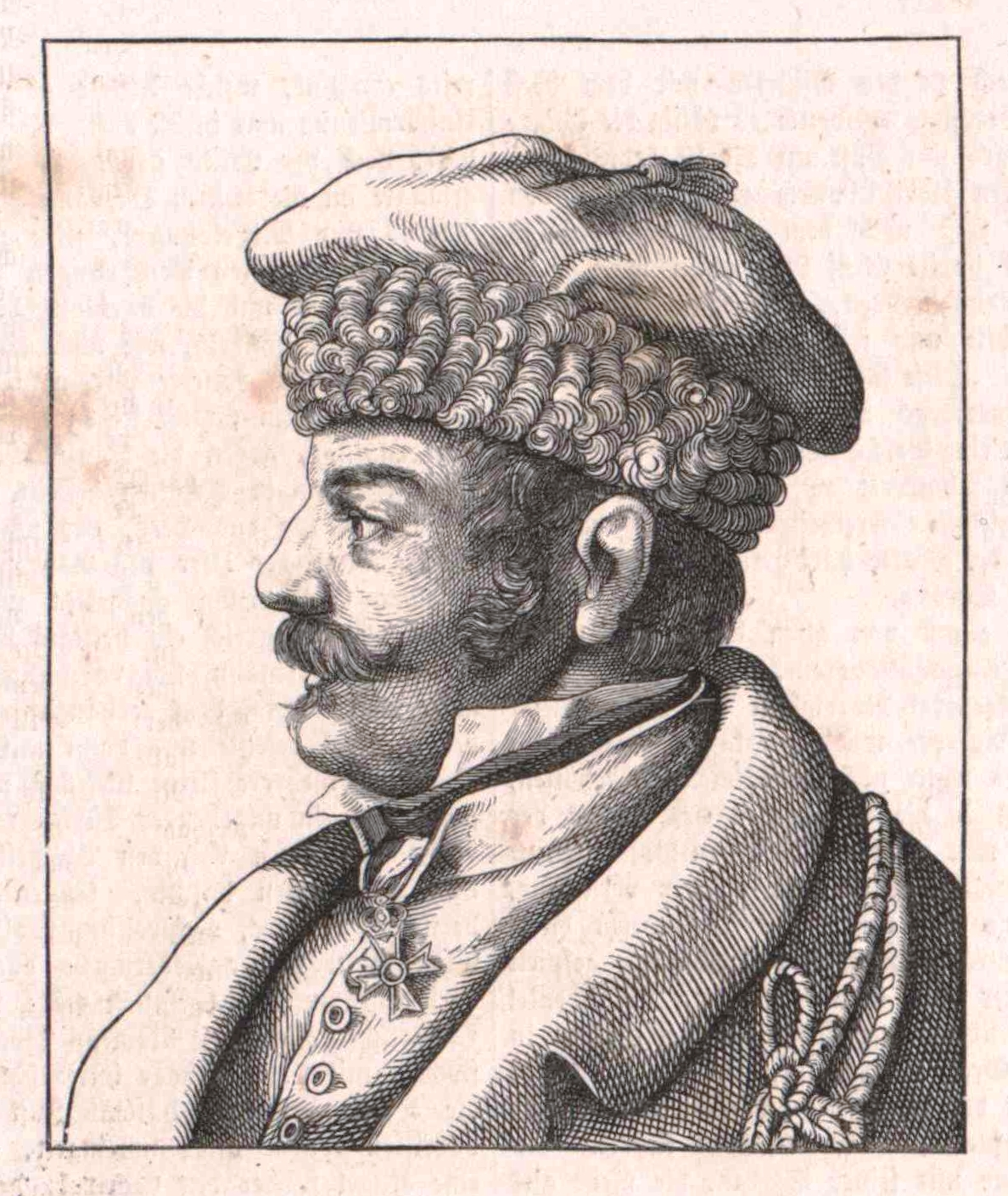
Вюртембергский генерал Норман-Эренфельс

## Поход корпуса
Маврокордато выступил из Мессолонги 16 июня и 22 июня подошёл к Компоти. На следующий день из Арты выступили турки с пехотой и кавалерией, но греки и филэллины разбили их силы. В стычке особенно отличился немецкий генерал Норман-Эренфельс. «Маршал» Маврокордато, окрыленный первым успехом, совершает роковую ошибку: разбивает свои и без того малые силы на 2 части. Он посылает 25 июня 1200 бойцов под командованием опытных командиров Маркоса Боцариса, Анастасиоса Каратасоса и Искоса на помощь сулиотам. 150 бойцов остались в Компоти, а остальные 1500 подошли ещё ближе к Арте, заняв село Пета. Однако сам маршал Маврокордато отправился к Лангада «чтобы присылать им провиант».

Турки Арты заперлись в стенах города, но им посчастливилось взять в плен итальянца Мональди. Турки обещали сохранить ему жизнь и итальянец выдал информацию о численности греческого лагеря, однако был казнён. Тем временем посланные на помощь сулиотам силы были разбиты турко-албанцами Ахмет-Вриони в сражении при Плака, утром 29 июня (11 июля) 1822 года. Боцарис вернулся в Пета только с 30 бойцами. По словам греческого историка Коккинос: 
«…если бы существовал командующий, то он немедленно отозвал бы свои силы от стен города, поскольку объективная задача, то есть помощь сулиотам, сорвалась. Вместо этого командующий произвел себя в начальника снабжения»
.

## Ход сражения

План сражения.

Утром 4 (16) июля 1822 года, 8 тысяч турок и албанцев выступили из Арты и пошли к Пета. Во главе их был Кютахья Решид Мехмед-паша. Узнав о предстоящей атаке, повстанцы стали спешно сооружать из камней укрепления. Военачальник Александрос Влахопулос дал совет Тарелла также строить бастионы и получил от последнего ответ: 
«Наши груди — наши бастионы».

Регулярный батальон сражался, выстроившись в каре, и был вынужден организованно отступать. Из 93 иностранцев-филэллинов выжили только 21. Одним из них был тяжело раненый генерал Норман, который после сражения обратился к Маврокордато со словами: 
«Князь, мы потеряли всё, кроме чести».
 Генерал Норман был вывезен в город Мессолонгион, где и умер через несколько дней. Его именем защитники города назвали один из бастионов.

## Результаты
Потеряв всякую надежду на помощь, окруженные сулиоты подписали 28 июля в английском консульстве города Превеза условия сдачи Сули. Однако, оставив родину, они через Ионические острова выбрались в Южную Грецию и участвовали практически во всех сражениях Освободительной войны. Сулион был освобожден греческой армией спустя почти век, только в 1912 году, в ходе Первой Балканской войны.